# 漿欄路

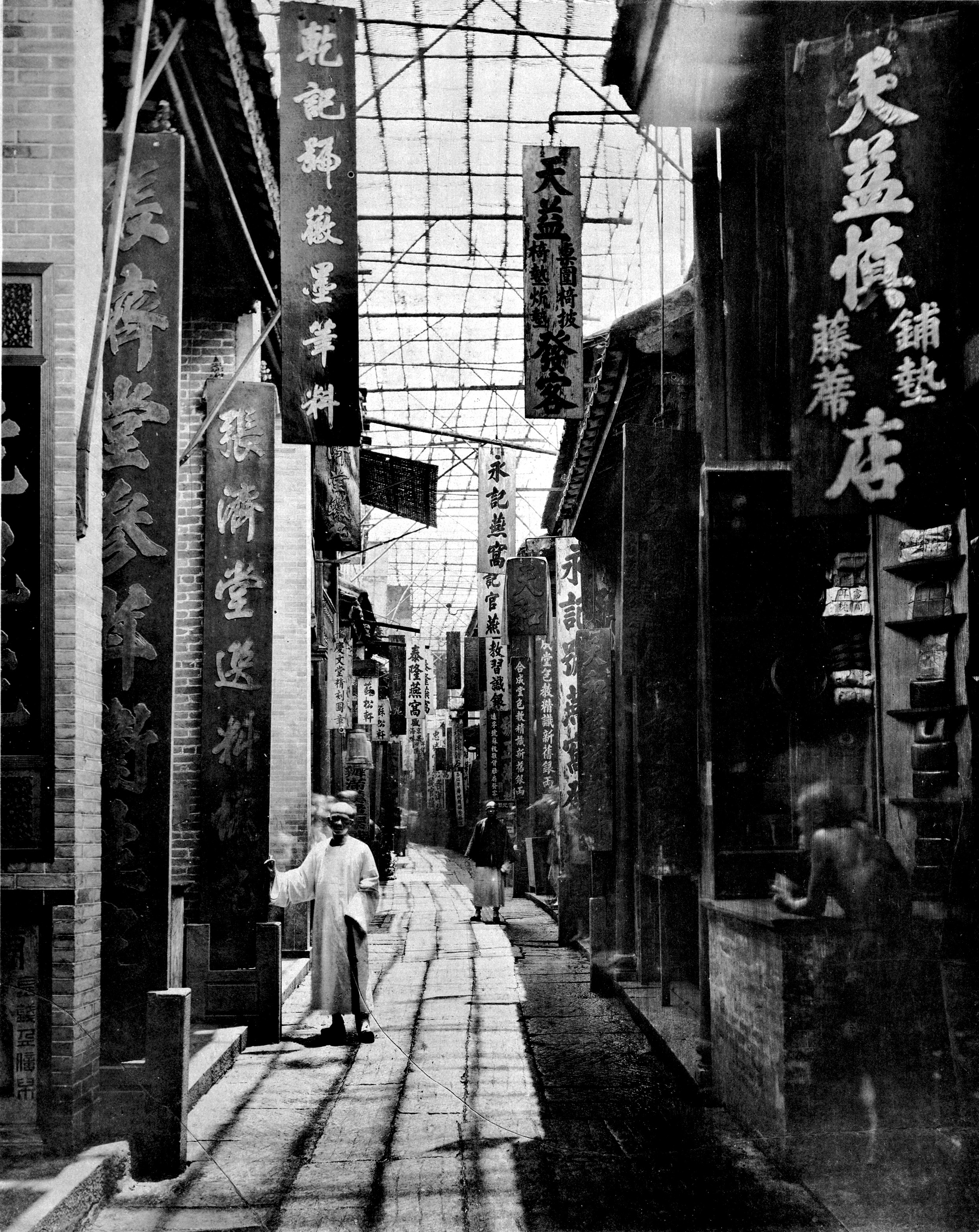
1873年的漿欄街,時稱藥街，由蘇格蘭著名攝影師約翰·湯姆森拍攝。

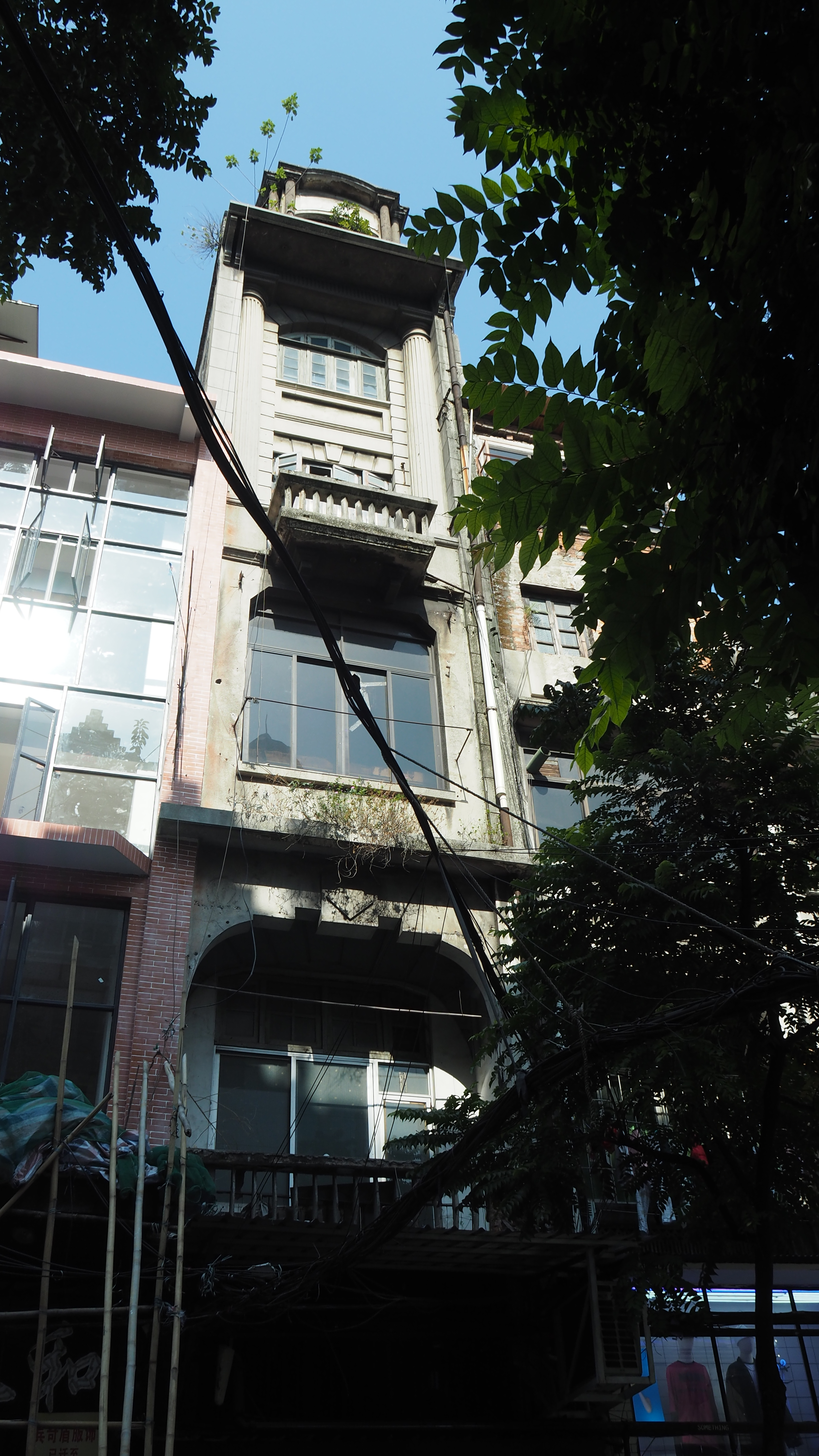
老字號位元堂發端於漿欄街，漿欄路舊址現門牌46號

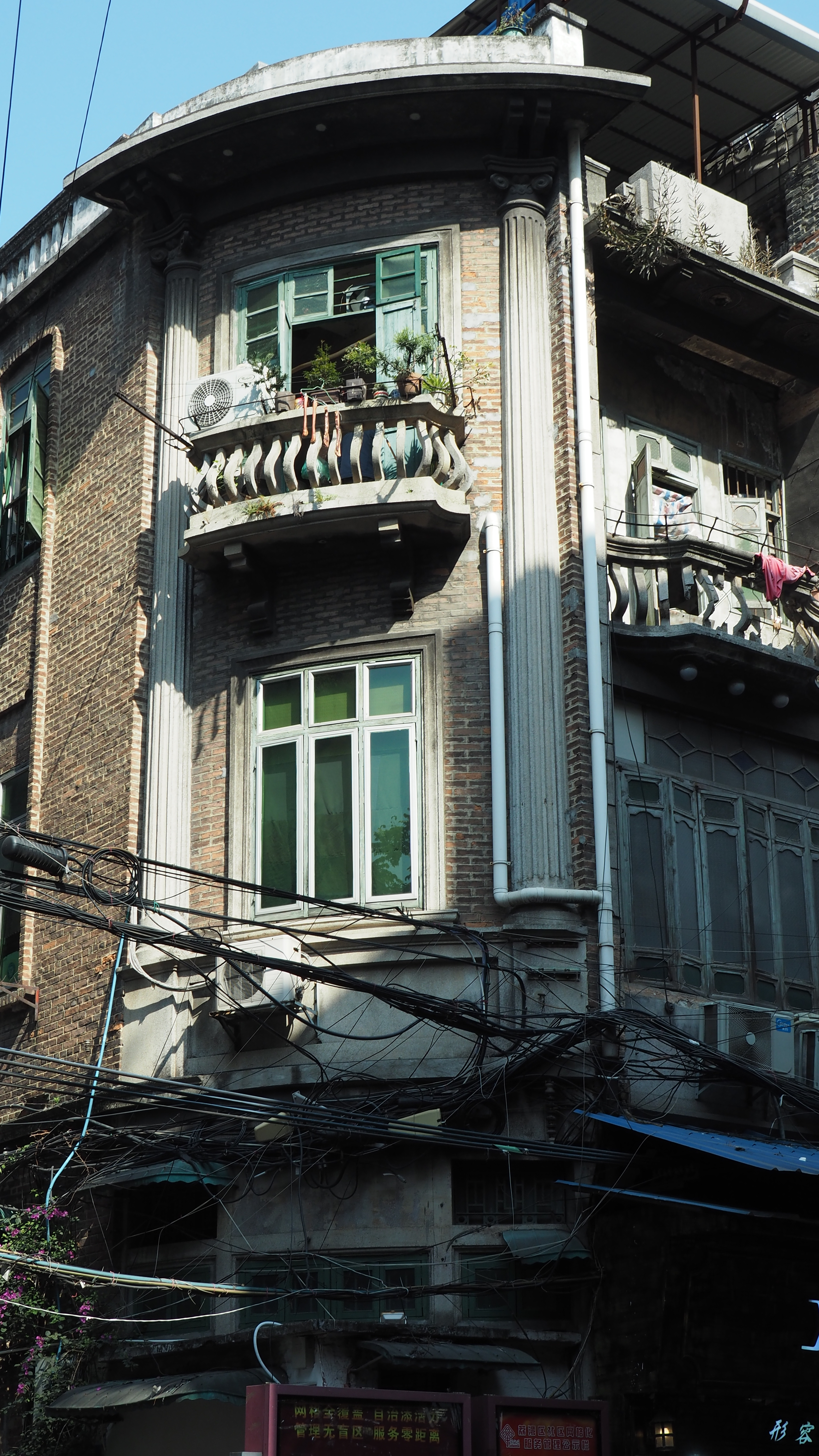
現門牌漿欄路58號的位元堂棧房舊址

漿欄路是廣東省廣州市荔灣區的一條道路，位於西關十三行附近，長302米，寬12米。常誤寫為槳欄路。清代未拓闊馬路時為漿欄街。

## 歷史

### 商業集散
槳欄路既是民國初期的銀號集中之地，又是廣州著名的中成藥商業街。清代開始，西關的十三行、漿欄路、豆欄街一帶是藥業八行（南北、西土、生藥、參茸、藥片、膏丹丸散、熟藥、生草藥）的經營和集散地，藥鋪數量達數十家之多。坐落在槳欄街（今槳欄路）的保滋堂，康熙八年（1669年）開業，主要產品有中成藥膏丹丸散。馬百良藥廠、位元堂等老字號原先也是在這裡經營商舖。
1949後當局對工商業進行社會主義改造，1956年將原保滋堂、崇佛氏、梁財信、黃中璜、劉貽齋、楊覺奄、杏春園共8個藥行合併組成聯合製藥廠。廠房舊址位於漿欄路33號，為廣州中藥一廠（現併入廣藥集團）前身。
20世纪80年代開始，漿欄路轉變成成服装集散、批发集市。

### 體育
1919年4月19日，廣東精武體育會在槳.漿欄路寧波會館正式成立，其後遷太平南路（今人民南路）嘉南堂，再遷豐甯路（今人民中路）中華醫學會內，並改名廣州精武體育會。

## 與之交匯道路
- 光復南路
- 揚巷路
- 和平東路
- 興隆北路
- 長樂路